# Ginger Island
Ginger Island is een onbewoond privé-eiland behorend tot de Britse Maagdeneilanden, een Britse Kroonkolonie. Het ligt ten zuidwesten van Virgin Gorda en ten oosten van Cooper Island. Het eiland heeft twee baaien: South Bay en Sound and Wedgeo Bay, en is begroeid met dicht struikgewas. Anno 2022 was het eiland te koop.

## Overzicht
Ginger Island heeft geen voorzieningen zoals water, elektriciteit en wegen. In 1969 werd het eiland gekocht door de Amerikaanse kunstenaar George Maciunas om een fluxuskolonie te stichten. De bedoeling was dat het eiland zou worden verdeeld in 50 tot 60 kavels waar fluxhuizen zouden worden neergezet die in 1965 door Maciunas waren ontworpen. De hogergelegen gedeeltes van het eiland zouden worden gebruikt voor groente- en fruitteelt.
Ginger Island is omringd door koraalriffen en een zeer ondiepe zee. Er zijn drie duikplekken: Alice in Wonderland, Ginger Steps, en Alice's Back Door. Het water rondom het eiland is gevaarlijk en alleen toegankelijk voor ervaren schippers. Voor de scheepvaart staat er een lichtopstand op het eiland. Het is een gele toren die elke 5 seconden een lichtflits geeft.
Ginger Island wordt gebruikt door reigers, bruine pelikanen, strandlopers, en fregatvogels.

## Galerij

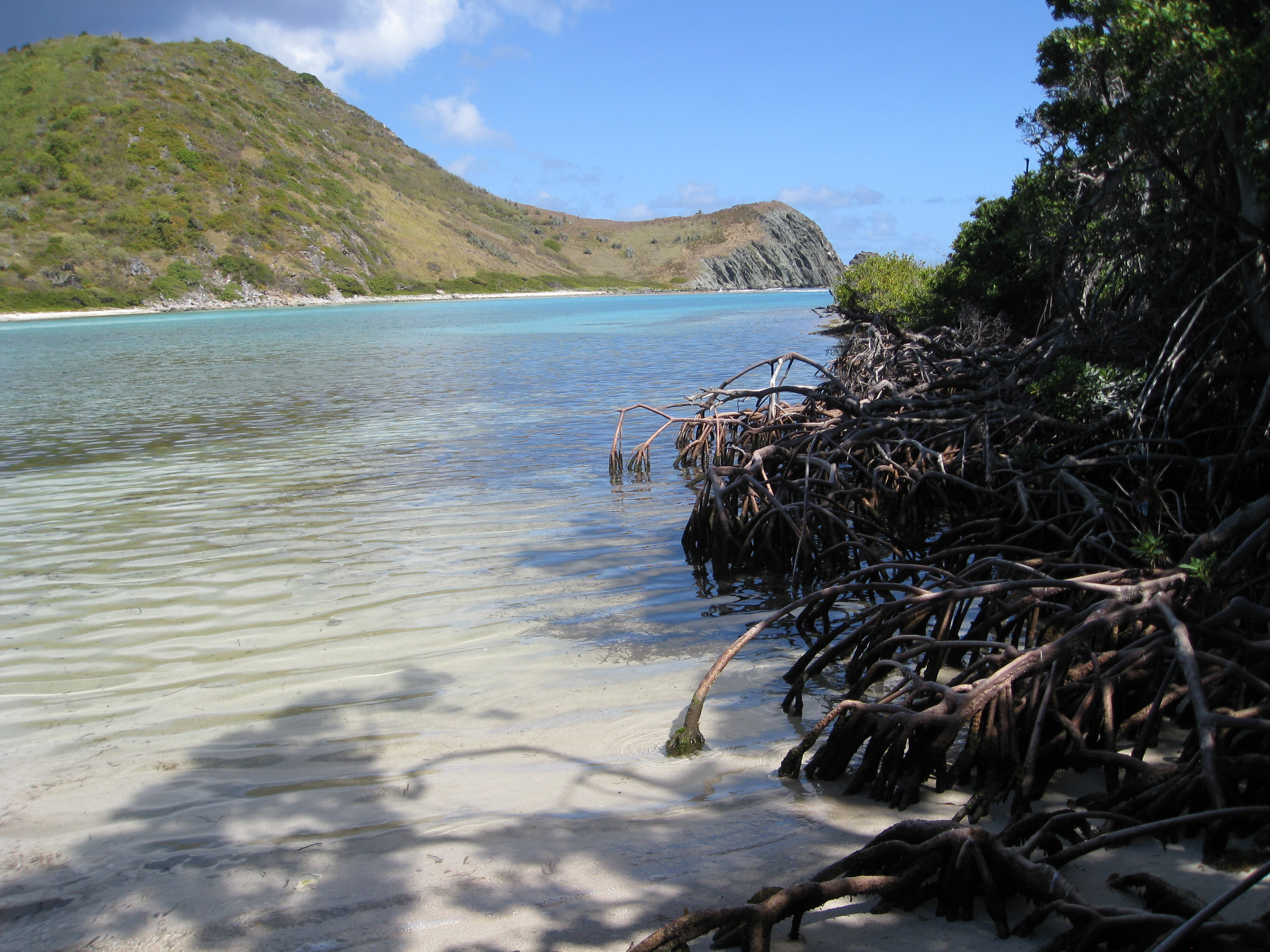
Baai gezien vanaf het strand op Ginger Island
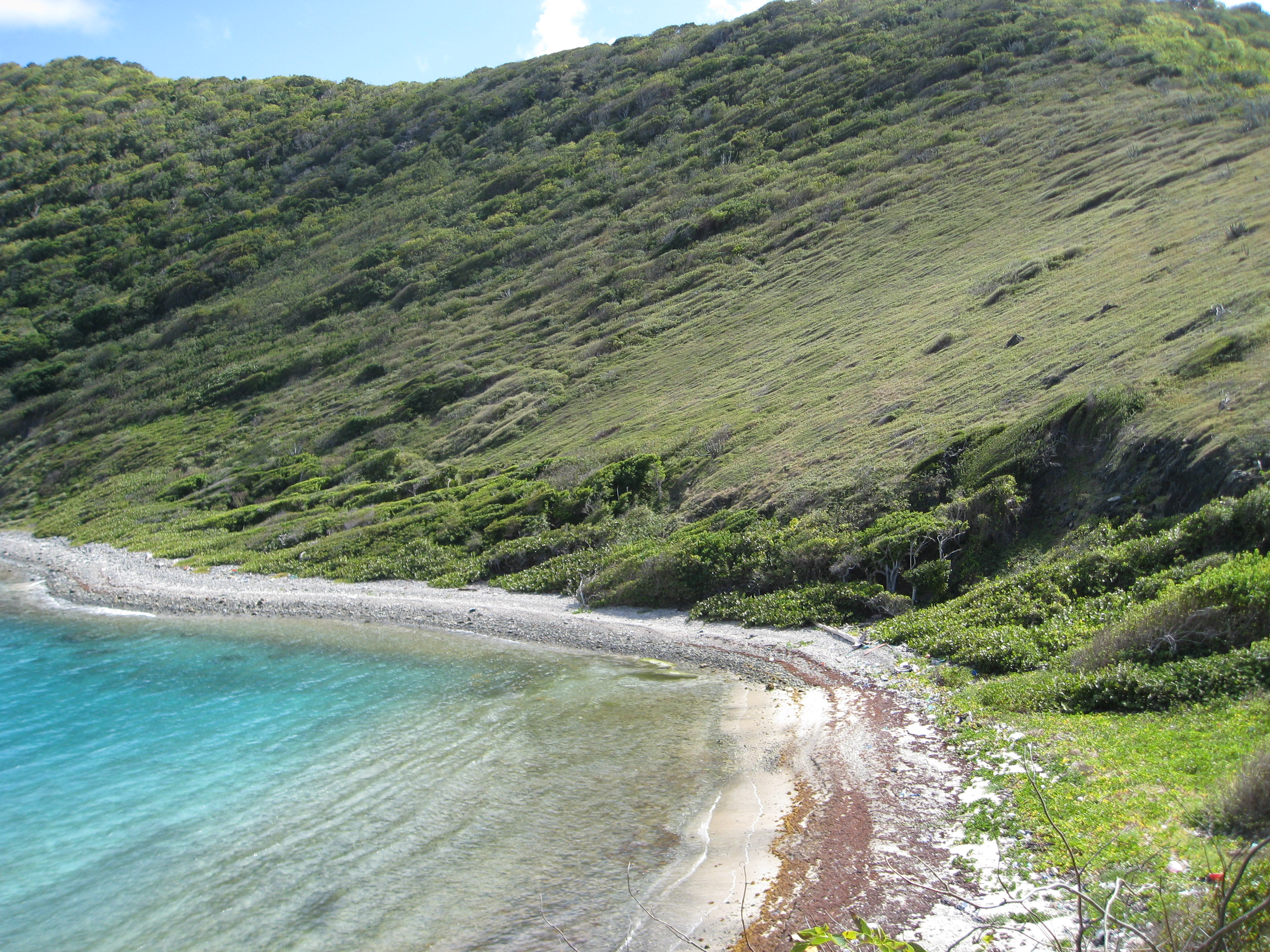
Strand en heuvel van Ginger Island
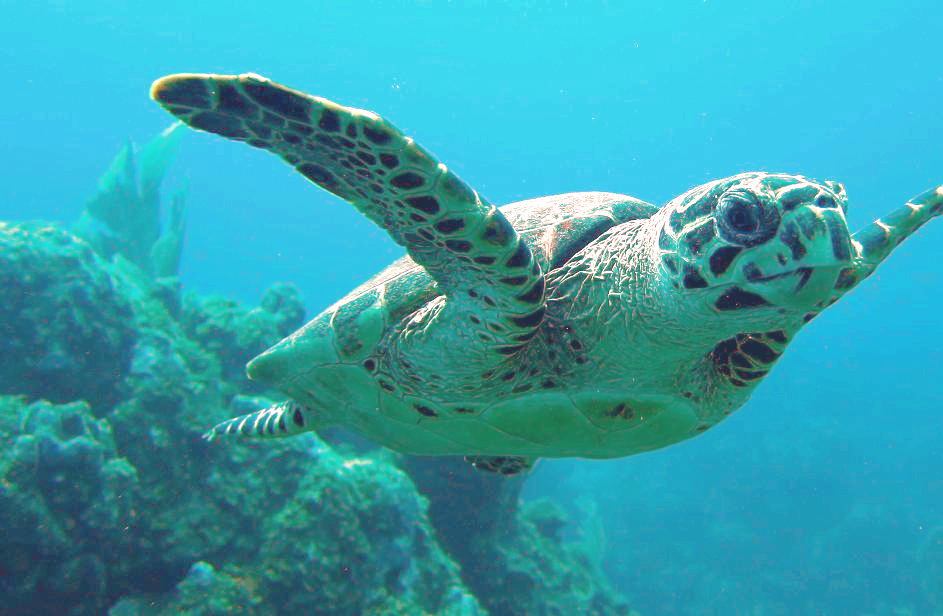
Karetschildpad in het water bij Ginger Island

Anegada · Beef Island · Cooper Island · Dead Chest Island · Frenchman's Cay · Ginger Island · Jost Van Dyke · Necker Island · Norman Island · Peter Island · Salt Island · Tortola · Virgin Gorda